# Bobby Tarantino II
Bobby Tarantino II è il sesto mixtape del rapper statunitense Logic, pubblicato il 9 marzo 2018 da Visionary Music Group e Def Jam. L'album funge da sequel del mixtape del 2016 Bobby Tarantino.

## Promozione
Il mixtape è stato annunciato il 7 marzo 2018 con un video promozionale della durata di due minuti con i personaggi della serie Rick and Morty che svela una data di uscita del 9 marzo. La copertina dell'album è stata rivelata il giorno successivo.

## Singoli

### 44 More
"44 More" è stato pubblicato come primo singolo estratto dal mixtape il 23 febbraio 2018. La traccia è stata prodotta da 6ix insieme a Illmind. La canzone raggiunse il numero 22 nella classifica Billboard Hot 100.

### Overnight
Il secondo singolo "Overnight" è stato pubblicato il 28 febbraio 2018. Il videoclip è stato pubblicato il 27 febbraio 2018. La canzone è stata prodotta da 6ix.

### Everyday
"Everyday" è stato pubblicato come terzo singolo il 2 marzo 2018. La canzone ha visto la partecipazione del produttore discografico Marshmello.

## Tracce
1. Grandpa's Space Ship – 2:02
2. Overnight – 3:38
3. Contra – 3:37
4. BoomTrap Protocol – 3:41
5. Yuck – 2:53
6. Indica Badu (feat. Wiz Khalifa) – 4:20
7. Midnight – 4:01
8. Warm It Up (feat. Young Sinatra) – 4:00
9. Wizard of Oz – 2:24
10. State of Emergency (feat. 2 Chainz) – 2:34
11. Wassup (feat. Big Sean) – 3:39
12. Everyday (con Marshmello) – 3:24
13. 44 More – 3:08

Durata totale: 43:21